# 月影兵庫あばれ旅
『月影兵庫あばれ旅』（つきかげひょうごあばれたび）は、テレビ東京系で1989年から1990年に放送された時代劇。主演は村上弘明。
松竹製作。

## 概要
原作は南條範夫。叔父である老中・松平伊豆守信明（芦田伸介）より東北諸藩の内情探索を命じられた十剣無統流の達人で旗本の次男坊・月影兵庫（村上弘明）が、旗本の娘・桔梗（片平なぎさ）や元はスリだった合点の安（大和田獏）と共に旅に出て道中で様々な事件に出遭う。
1965年から1968年にかけ、テレビシリーズで月影兵庫を演じた近衛十四郎の次男、目黒祐樹が敵役の幻一角を演じている。

## 放送期間
- 第1シリーズ：1989年10月13日 - 12月29日（全13話）
- 第2シリーズ：1990年10月7日 - 12月23日（全12話）

## キャスト

### 主要人物
- 月影兵庫 - 村上弘明
- 桔梗 - 片平なぎさ
- 合点の安 - 大和田獏

### その他
- 松平伊豆守 - 芦田伸介（第1シリーズ：第1 - 3、10、13話、第2シリーズ：第1、12話）
- 幻一角 - 目黒祐樹（第1シリーズ：第1、2、5、7、9、13話）
- おしま - 芦川よしみ（第1シリーズ：第1、2、5、7、9、13話）
- 牧野備前守 - 成田三樹夫（第1シリーズ：第1 - 3、10、13話）

### ゲスト

#### 第1シリーズ（1989年）
第1話 「消えた姫君を追え!（前編）」
- 宗像十太夫 - 高橋長英
- 黒祖父左京 - 原口剛
- 岡島忠衛門 - 大木聡
- 綾姫 - 池田純子
- 静 - 鈴川法子
- 西園寺章雄、松田明、中嶋俊一、太田和余、河本忠夫、浜田隆広

第2話 「消えた姫君を追え!（後編）」
- 岩水頼母 - 長門裕之
- 宗像十太夫 - 高橋長英
- 松江小十郎 - 清水健太郎
- 黒祖父左京 - 原口剛
- 岡島忠衛門 - 大木聡
- 綾姫 - 池田純子
- おうめ - 三谷いつか
- 静 - 鈴川法子
- 西園寺章雄、松田明、中嶋俊一、北見唯一、太田和余、日高久、小船秋夫、山田永二

第3話 「蔭で糸引く奴の顔」
- 中山恵吾 - 河原崎建三
- 小野田平太夫 - 藤堂新二
- 中山みつ - 桂木梨江
- おうめ - 三谷いつか
- 高藤内記 - 御木本伸介
- 深井修之亮 - 椎谷建治
- 梶原仁左衛門 - 芝本正
- 松田明、森下鉄朗、松尾勝人

第4話 「生きる為に忘れろ!」
- 伊川権左衛門 - 勝部演之
- 戸倉加代 - 守谷佳央理
- 戸倉元之介 - 竹村健
- 新島新伍 - 草見潤平
- 飯田 - 出水憲司
- 藤波 - 南条好輝
- 早崎文司、小池雄介、橋本和博、門田裕、亀井賢二、川上哲、花岡秀樹

第5話 「やっぱり女は怖い」
- 川竹屋善兵衛 - 小倉一郎
- おあき - 山本ゆか里
- るい - 片桐はいり
- 三谷いつか、山本弘、田島良一、加藤正記、松本圭昌、田中義章、真田実

第6話 「三分の税と戦え」
- 三角半蔵 - 羽賀研二
- 内藤右門 - 亀石征一郎
- 松平佐世 - 浜田朱里
- 郷原徳之介 - 汐路章
- 甚兵衛 - 伊達三郎
- 上野秀年、谷口孝史

第7話 「悪党だます悪い奴」
- 岡部頼母 - 石浜朗
- 木村勘解由 - 石山律雄
- お蓮の方 - 小野さやか
- 鈴木 - 武見龍磨
- 田倉陣内 - 中原丈雄
- 野中 - 田中弘史
- 幽信和尚 - 北見唯一
- 武井三二、岡崎賢司、山田公男、柴崎滋、青井敏之

第8話 「殺したのは私じゃない」
- 丸橋屋利兵衛 - 遠藤太津朗
- おなみ - 小林かおり
- 清太郎 - 荒木しげる
- 丸橋屋利三郎 - 下塚誠
- 朝倉成隆 - 高野真二
- 仁吉 - 石倉英彦
- 荻野 - 紅萬子
- 大木悟郎、吉田哲子、山下冴子、松尾勝人

第9話 「三途の川は渡れない」
- 角田基一郎 - 丹波義隆
- 黒川大膳 - 睦五朗
- 秋山帯刀 - 牧冬吉
- 柳川清、国田栄弥、上野美和、渡辺雅也、根本一也、片山早苗、新島愛一郎

第10話 「おれは盛岡には来なかった」
- 三戸信浄 - 平野稔
- 浦辺主膳 - 藤岡重慶
- 蘭 - 森永奈緒美
- 光照寺日源 - 大島宇三郎
- 土川仁和右衛門 - 井上高志
- 河野実、松田明、浜田雄史、浅田祐二、佐藤雅夫、荻原郁三、平井靖、諸木淳郎、和泉敬子、稲葉浩子、藤坂有希、浜田隆広、西川元庸、岡田一恭、森川泰匡

第11話 「極楽太鼓が鳴る地獄」
- おしの - 栗田陽子
- 独楽の伊三郎 - 山西道広
- 栗田主馬 - 有川博
- 伝次 - 井上昭文
- 丑松 - 小鹿番
- 越後屋倉兵衛 - 高木二朗
- おきよ - 牛原千恵
- おたえ - 岸加奈子
- 森あつこ、藤沢薫、入江武敏、宮本毬子、亀井賢二、加藤正記、門田裕、柴山智加

第12話 「道行き泪の置土産」
- 筧朝之進 - 井上純一
- おみの - 奥田圭子
- 赤目の長五郎 - 山本昌平
- 福島主悦 - 黒部進
- 馬垣半蔵 - 坂田祥一朗
- 武助 - 石浜祐次郎
- 吉田良全、柳原久仁夫、草木宏之、川上哲、岡村嘉隆、柳川昌和、蝦名勝、岡田洪志

最終話 「決闘・無明ヶ原」
- 松平信安 - 重田尚彦
- 真鍋 - 外山高士
- 吉兵衛 - 江幡高志
- 宇合 - 溝田繁
- 近藤準、森山陽介、鳴尾よね子、安尾正人、西村正樹、加藤重樹、平岡秀幸

#### 第2シリーズ（1990年）
第1話 「江戸で悪を斬る!」
- 出淵定太郎 - 高岡健二
- お加津 - 島村佳江
- おみつ - 伊藤つかさ
- 中山源右衛門 - 鹿内孝
- 里村陣内 - 山西道広
- 宇合勘之介 - 早崎文司
- 平助 - 粟津號
- 道場主 - 中庸助
- 下元年世、疋田泰盛、安尾正人、花岡秀樹、平岡秀幸、諸木淳郎、加藤正記、池田勝志、松尾勝人、伊波一夫、上田真理、重松聖子

第2話 「辻斬りが惚れた女」
- 風 - 西岡徳馬
- おしゅん - 海老名みどり
- おちよ - 水原ゆう紀
- 覚蔵 - 大林丈史
- 勘次 - 竹村健
- お芳 - 津島令子
- 娼妓 - 紅萬子
- 出雲崎良、柳原久仁夫、平井靖、田野由紀子、田辺ひとみ、前川恵美子、福山龍次、杉本浩司、駒田真紀、国本成美

第3話 「天中殺! 美人女房に迫る罠」
- 留吉 - 大門正明
- 仙蔵 - 頭師佳孝
- 田中屋喜左衛門 - 高城淳一
- 元木大膳 - 深江章喜
- 関根孝彦、加藤正記、川上哲、織田めぐみ、末永直美、田村恵子、明石英子、真城都子、牧野由未子

第4話 「弱い女が一番怖い」
- 安岡みよ - 吉川十和子
- 赤川修之助 - 安藤一夫
- 赤川左門 - 有川博
- 照姫 - 若山幸子
- 長沼新三郎 - 妹尾洸
- 工藤 - 当銀長太郎
- 雲州 - おぼん
- 山州 - こぼん
- 浜田雄史、遠山二郎、中嶋峻一、河村しのぶ

第5話 「金に転ばぬ奴がいた」
- 朽木源内 - 寺田農
- 清吉 - 山内としお
- けい - 林美里
- 与助 - 水澤心吾
- 政吉 - 松川信
- 柴田屋 - 石橋雅史
- 田沼刑部 - 五味龍太郎
- 宮城幸生、東田達夫、中西宣夫、安岡真智子、藤原ひろみ、安堂恵美、中野福子、中村浩二、高橋勇臣

第6話 「妖しい姫君の野望!」
- 数姫 - 南條玲子
- 遠州屋仁左衛門 - 宗方勝己
- 浄心尼 - 高田敏江
- 富永十蔵 - 夏夕介
- 銀平 - ベンガル
- 松島ゆみこ、太田和余、高市好行、伴勇太郎

第7話 「身がわり弁之介」
- 月影兵庫／鳥居弁之介 - 村上弘明
- おかよ - 伊藤麻衣子
- 本庄刑部 - 長谷川明男
- 藤岡玄蕃 - 椎谷建治
- 松木屋喜左衛門 - 守田比呂也
- 定助 - 牧冬吉
- 大橋壮多、宮本毬子、佐藤雅夫、甲斐道夫、岡田洪志、泉祐介

第8話 「その手は桑名の大捕物!」
- 土屋 - 赤塚真人
- お光 - 安孫子里香
- 戸沢 - 睦五朗
- 戸波屋 - 頭師孝雄
- 寿屋 - でんでん
- おくめ - 松井紀美江
- 和吉 - 須永克彦
- 伊吉 - 江幡高志
- 河野実、国本政守、三宅慎介、中塚和代、山岡健次、奥久俊樹、真城都子、山崎有右、福山龍次

第9話 「野良犬の牙!」
- 藤森格之介 - 清水健太郎
- 末永 - 丹古母鬼馬二
- 田島左門 - 草薙幸二郎
- ちさ - 宮島依里
- 善兵衛 - 楠年明
- 高木二朗、岡村嘉隆、松尾勝人、原恵子

第10話 「女講釈師 見てきたような大捕物」
- 桔梗／神田如月 - 片平なぎさ
- 伊平次 - 羽賀研二
- 大塚典膳 - 小島三児
- 伊勢屋伝兵衛 - 江見俊太郎
- 内田藤左衛門 - 黒部進
- 麻生敬、石浜祐次郎、上野秀年、滝野貴之、三浪郁二、北川隆一、草木宏之、川上哲、丸尾好広、平井靖

第11話 「殺しの千里眼!」
- 勘八 - 桜木健一
- 山崎 - 片岡弘貴
- お春 - 栗田陽子
- 秋水 - 長江英和
- 惣吉 - 大竹修造
- 江川帯刀 - 中田博久
- 辰造 - 升毅
- 結城 - 荻原紀
- おしん - 鈴川法子
- 大崎紀子、鳥羽なおみ、河合綾子、稲田龍雄

最終話 「京の都の鬼を斬れ!」
- 吉村新三郎 - 志垣太郎
- 五条光麿 - 尾藤イサオ
- 南条左馬之介 - 田中弘史
- 加倉井 - 石倉英彦
- 文吉 - 谷口孝史
- 桂川京子、笑福亭鶴志、はりた照久、真田実、伝法三千雄、東田達夫、蝦名勝、福山龍次、中村正、松村直美、藤原ひろみ、太田龍九

## スタッフ

### 第1シリーズ（スタッフ）
- 原作 - 南條範夫
- 脚本 - 我津歩、髙山由紀子、貞永方久、吉田剛、田上雄、田畑喜十、下飯坂菊馬
- 監督 - 工藤栄一、貞永方久、松尾昭典、津島勝、山根成之
- 主題歌 - 小椋佳「夢飾り」（作詞・作曲：小椋佳、編曲：星勝・三枝成章、発売元：キティレコード）
- 撮影 - 秋田秀継、石原興、藤原三郎
- 照明 - 林利夫
- 美術 - 太田誠一
- 録音 - 大谷巌
- 編集 - 園井弘一
- 調音 - 鈴木信一
- 装飾 - 福井啓三
- 記録 - 川原富美子
- 殺陣 - 布目真爾、宇仁貫三
- 製作主任 - 西野隆次、高坂光幸、西村維樹
- 助監督 - 津島勝、小笠原佳文
- スチール - 牧野譲
- 結髪・床山 - 八木かつら
- 衣裳 - 松竹衣裳
- 装置 - 新映美術工芸
- 現像 - IMAGICA
- 広報担当 - 高橋修（テレビ東京）
- 協力 - 美さかきもの、阪本商事株式会社、エクラン演技集団、京都 大覚寺（第1 - 7、9、10、13話）、京都 くらま温泉（第3、5話）、国宝 彦根城（第4、7話）、京都 仁和寺（第4、7、8話）、大津市坂本 日吉大社（第10話）
- 製作協力 - 京都映画株式会社
- 音楽協力 - 岡本和雄
- プロデューサー - 江津兵太（テレビ東京）、佐々木淳一（松竹）
- プロデューサー補 - 小川治（テレビ東京）、中嶋等（松竹）
- 製作 - テレビ東京、松竹

### 第2シリーズ（スタッフ）
- 脚本 - 田上雄、貞永方久、下飯坂菊馬、平田一夫、髙山由紀子、加瀬高之、仲倉重郎
- 監督 - 貞永方久、山根成之、高瀬昌弘
- 主題歌 - 佐武明香「孤独のカーニバル」（作詞：友井久美子、作曲：岡本和雄、発売元：テイチクレコード）
- 制作 - 遠藤慎介（テレビ東京）、櫻井洋三（松竹）
- 撮影 - 坂本典隆、秋田秀継、内海正治
- 照明 - 土野宏志、花田勝磨、中山利夫、中島利男
- 美術 - 梅田千代夫
- 録音 - 田原重網
- 編集 - 園井弘一
- 調音 - 林基継
- 効果 - 上床隆幸
- 装飾 - 木下保
- 記録 - 佐伯直、清水町子
- スチール - 佐々木千栄治
- 殺陣 - 伊奈貫太
- 助監督 - 南野梅雄、谷口和彦
- 製作主任 - 高坂光幸
- 広報担当 - 加藤正敏（テレビ東京）
- 結髪・床山 - 八木かつら
- 衣裳 - 松竹衣裳
- 装置 - 新映美術工芸
- 現像 - IMAGICA
- 協力 - エクラン演技集団（倉田アクションクラブ）、京都 大覚寺（第1 - 3、7、10話）、京都 北野天満宮（第1話）、神田紫（講談指導・第10話）
- 製作協力 - 京都映画株式会社
- 音楽協力 - 岡本和雄
- チーフプロデューサー - 江津兵太（テレビ東京）、桜林甫（松竹）
- プロデューサー - 小川治（テレビ東京）、佐々木淳一（松竹）
- 製作 - テレビ東京、松竹

## 放送日程

### 第1シリーズ
- 1989年10月13日 - 12月29日、全13話。初回（第1話と第2話）は2時間スペシャルとして放送された（その後、テレビ東京系列局以外の地方局向けに2話分に分割して放送）。

| 各話   | 放送日         | サブタイトル              | 脚本       | 監督     |
| ------ | -------------- | ------------------------- | ---------- | -------- |
| 第1話  | 1989年10月13日 | 消えた姫君を追え!（前編） | 我津歩     | 工藤栄一 |
| 第2話  | 1989年10月13日 | 消えた姫君を追え!（後編） | 我津歩     | 工藤栄一 |
| 第3話  | 10月20日       | 蔭で糸引く奴の顔          | 我津歩     | 工藤栄一 |
| 第4話  | 10月27日       | 生きる為に忘れろ!         | 高山由紀子 | 貞永方久 |
| 第5話  | 11月03日       | やっぱり女は怖い          | 貞永方久   | 貞永方久 |
| 第6話  | 11月10日       | 三分の税と戦え            | 吉田剛     | 松尾昭典 |
| 第7話  | 11月17日       | 悪党だます悪い奴          | 田上雄     | 松尾昭典 |
| 第8話  | 11月24日       | 殺したのは私じゃない      | 田畑喜十   | 津島勝   |
| 第9話  | 12月01日       | 三途の川は渡れない        | 下飯坂菊馬 | 津島勝   |
| 第10話 | 12月08日       | おれは盛岡には来なかった  | 高山由紀子 | 山根成之 |
| 第11話 | 12月15日       | 極楽太鼓が鳴る地獄        | 下飯坂菊馬 | 山根成之 |
| 第12話 | 12月22日       | 道行き泪の置土産          | 下飯坂菊馬 | 貞永方久 |
| 最終話 | 12月29日       | 決闘・無明ヶ原            | 田上雄     | 貞永方久 |

### 第2シリーズ
- 1990年10月7日 - 12月23日、全12話。

| 各話   | 放送日         | サブタイトル                  | 脚本                | 監督     |
| ------ | -------------- | ----------------------------- | ------------------- | -------- |
| 第1話  | 1990年10月07日 | 江戸で悪を斬る!               | 田上雄              | 貞永方久 |
| 第2話  | 10月14日       | 辻斬りが惚れた女              | 貞永方久            | 貞永方久 |
| 第3話  | 10月21日       | 天中殺! 美人女房に迫る罠      | 下飯坂菊馬 平田一夫 | 山根成之 |
| 第4話  | 10月28日       | 弱い女が一番怖い              | 髙山由紀子          | 山根成之 |
| 第5話  | 11月04日       | 金に転ばぬ奴がいた            | 貞永方久            | 貞永方久 |
| 第6話  | 11月11日       | 妖しい姫君の野望!             | 下飯坂菊馬          | 貞永方久 |
| 第7話  | 11月18日       | 身がわり弁之介                | 田上雄              | 山根成之 |
| 第8話  | 11月25日       | その手は桑名の大捕物!         | 加瀬高之            | 山根成之 |
| 第9話  | 12月02日       | 野良犬の牙!                   | 髙山由紀子          | 高瀬昌弘 |
| 第10話 | 12月09日       | 女講釈師 見てきたような大捕物 | 仲倉重郎            | 高瀬昌弘 |
| 第11話 | 12月16日       | 殺しの千里眼!                 | 下飯坂菊馬          | 津島勝   |
| 最終話 | 12月23日       | 京の都の鬼を斬れ!             | 田上雄              | 津島勝   |